# Francis Joyon

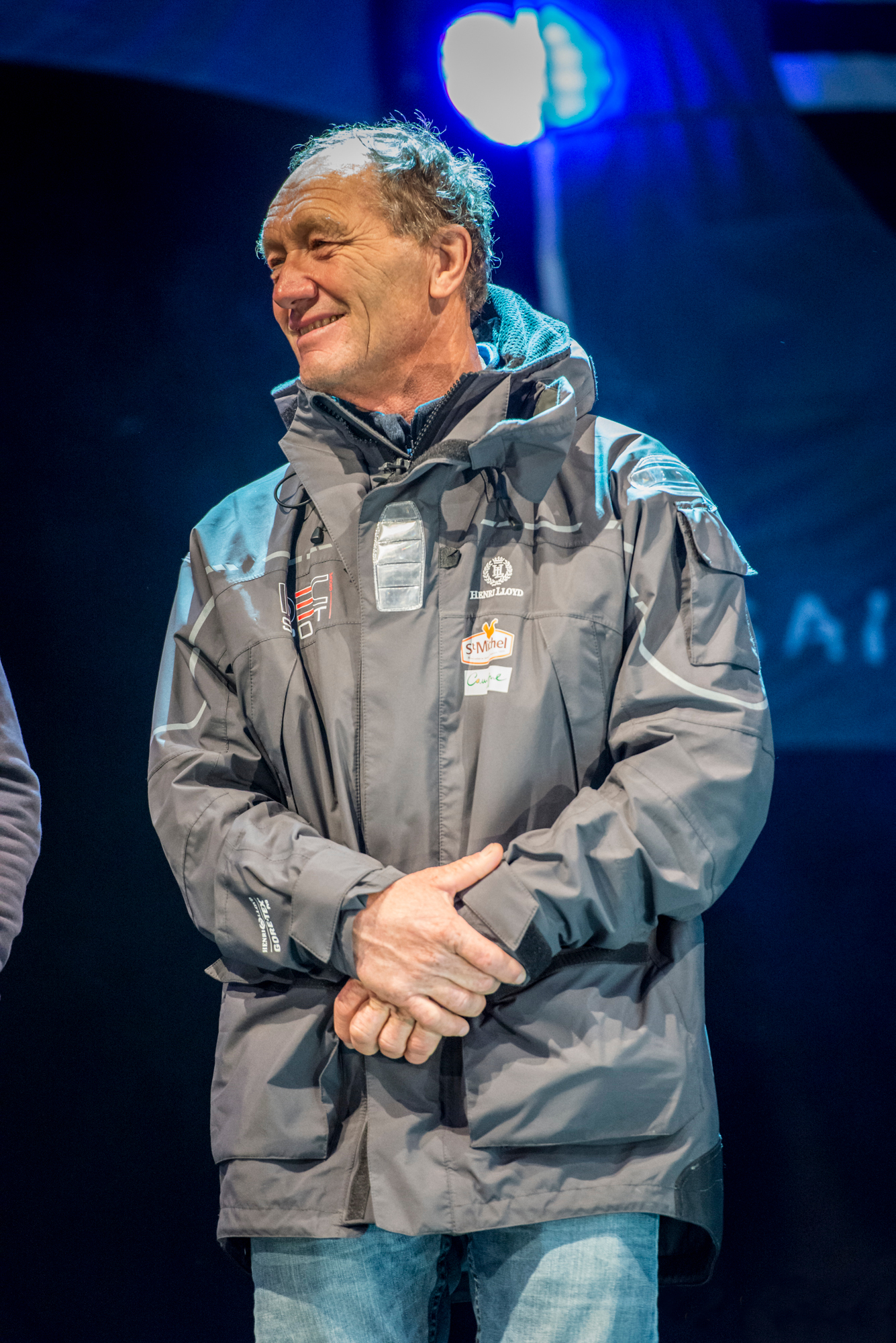
Joyon bei der Route du Rhum 2014 (6. Platz)

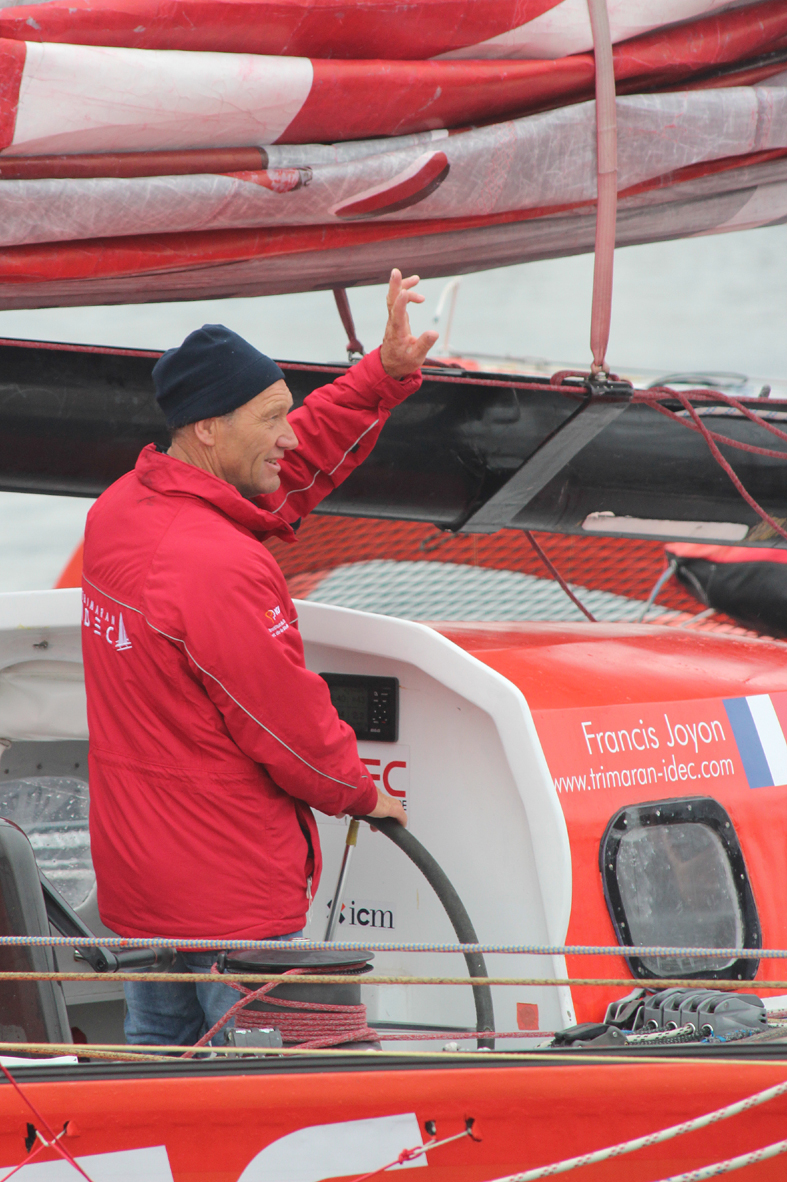
Ankunft in Brest auf der Idec 2 am 17. März 2013

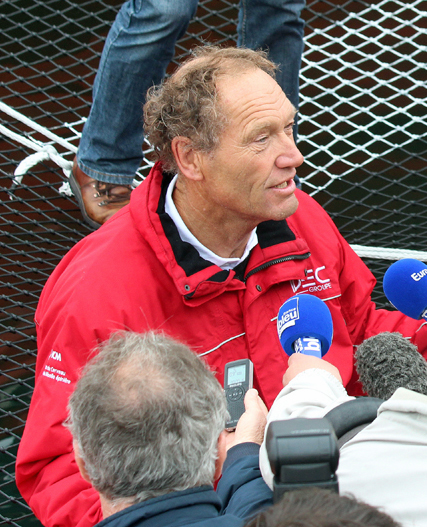
Joyon im Hafen der Brester Festung (2013)

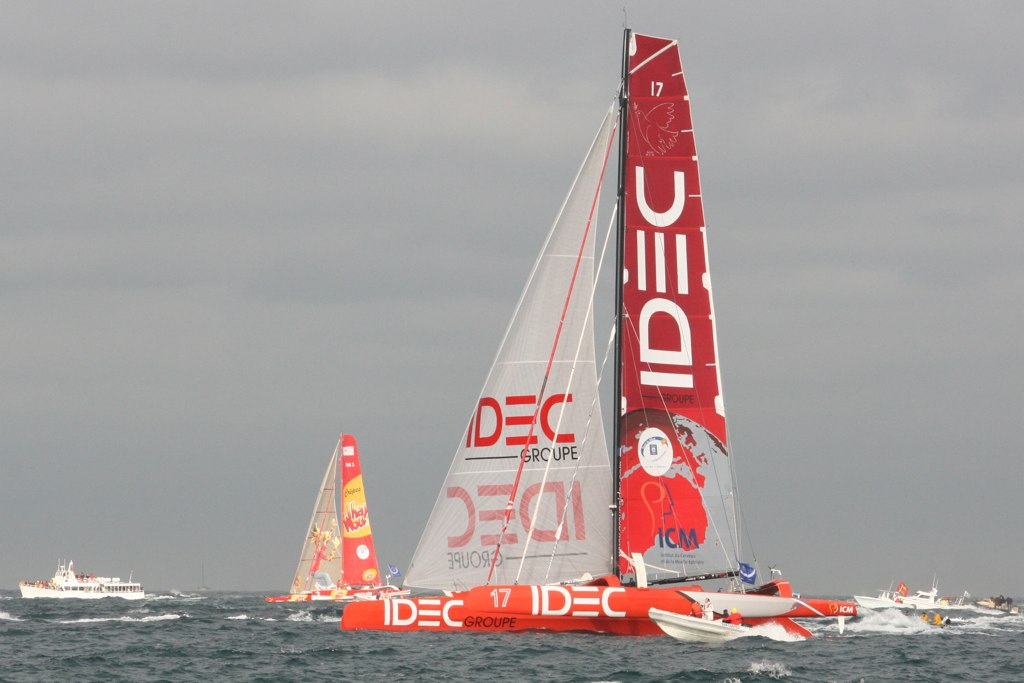
Die Idec 2 beim Start der Route du Rhum 2010

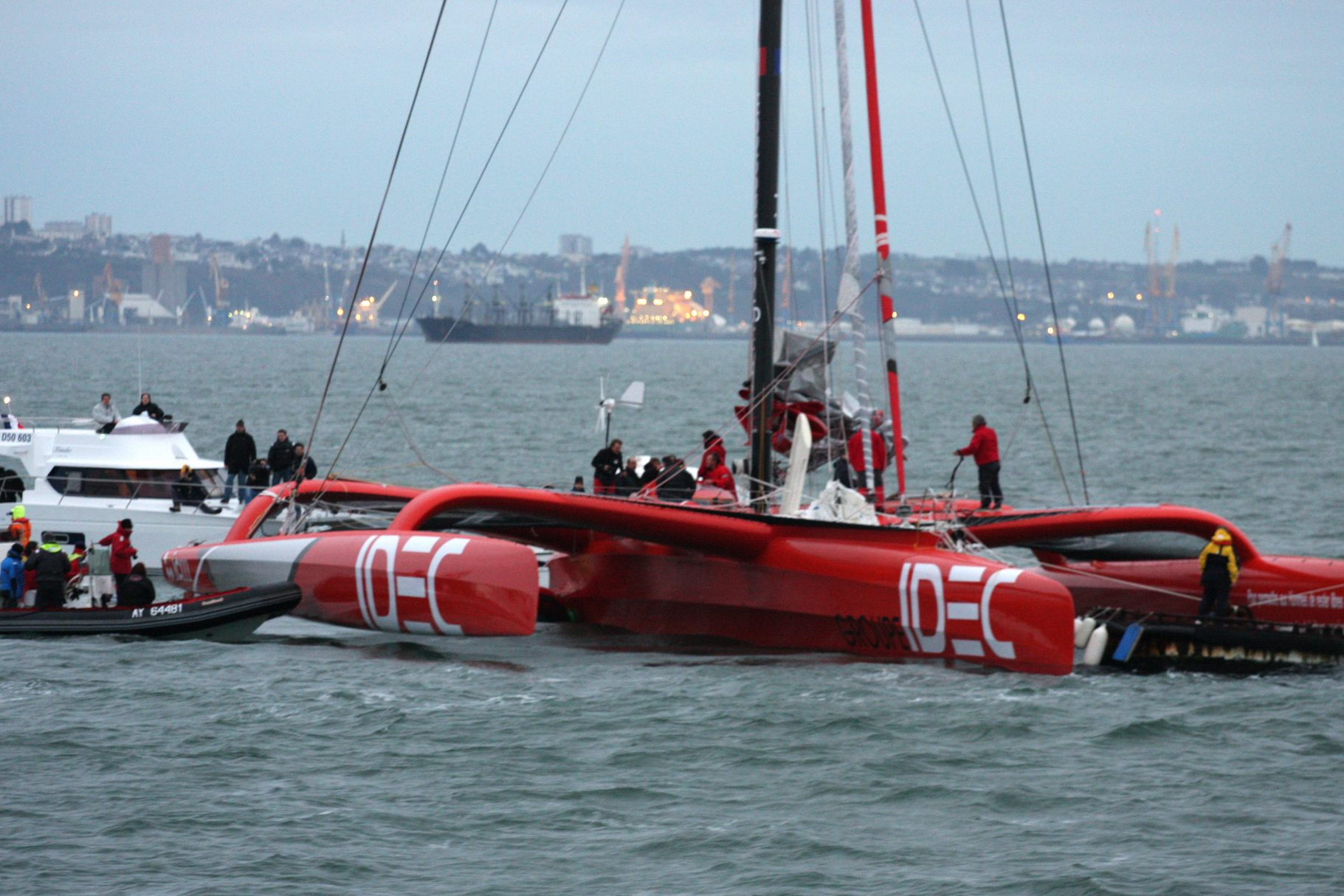
Die Idec 2 in Brest 2008

Francis Joyon (* 28. Mai 1956 in Hanches, Département Eure-et-Loir, Frankreich) ist ein französischer Hochseeregatta- und Rekordsegler. Unter anderem gewann er 2000 die namhafte Einhand-Transatlantikregatta OSTAR und 2001 das Fastnet-Rennen.
2004 umrundete Joyon als – nach Nigel Tetley zweiter – Einhandsegler die Welt auf einem Mehrrumpfboot, dem Trimaran Idec, und stellte dabei mehrere Einhandgeschwindigkeitsrekorde auf. Vier Jahre später brach er bei einer noch schnelleren Einhandweltumsegelung auf demselben Boot erneut Weltrekorde. 2016/2017 stellten Joyon und eine fünfköpfige Crew auf der Idec mit knapp 41 Segeltagen einen neuen Rekord für die schnellste Weltumsegelung auf.

## Leben
Joyon lernte segeln, als er als 18-jähriger Freiwilliger bei der Instandhaltung der Boote und anderen Materials der französischen Segelschule Les Glénans half. In der Folge lernte er auch bei anderen Segelschulen und gewann schließlich Zugang zu Hochseeregatten. Als er im Hafen von La Trinité-sur-Mer, in dem oft größere Boote von Hochseeseglern liegen, die nicht mehr benutzten Rümpfe des Katamarans Elf Aquitaine fand, baute er daraus sein eigenes Boot.
Als die Professionalisierung der Hochseeregatten zunahm und von den Seglern mehr und mehr Marketing verlangte, suchte sich Joyon nach eigenen Angaben eine Nische, um für sich weiterhin (nur) das Segeln in den Vordergrund zu stellen, auch wenn er daraufhin weniger Sponsorengelder bekomme. 1996 führte Joyon in der namhaften Einhand-Transatlantikregatta OSTAR (The Europe 1 STAR) dennoch mit einem Vorsprung von 24 Stunden, bis sein Trimaran Banque Populaire vor Neuschottland kenterte. Joyon gewann die nächste Ausgabe der Regatta (The Europe 1 New Man STAR), im Jahr 2000. Ein Jahr darauf folgte der Sieg im Fastnet-Rennen 2001.
In den folgenden Jahren wendete sich Joyon vor allem den Einhandrekorden auf Maxi-Trimaranen zu. Auf Idec (ex-Sport Elec, für sechs bis sieben Personen ausgelegt) umsegelte er 2004 in 72 Tagen die Welt und stellte damit einen neuen Rekord auf (siehe unten). Am 6. Juli 2005 unterbot Joyon mit nur gut sechs Segeltagen den 11 Jahre alten Nordatlantikrekord für eine Einhandüberquerung. Einen Tag später, einhand auf der Rückkehr in die Bretagne, fuhr er schlafend unter Autopilot auf die Felsen der Pointe de Penmarch; Idec erlitt einen Totalschaden, Joyon entkam unversehrt.
Als Ellen MacArthur schon 2006 die Zeit von Joyons Weltumsegelung unterbot, umsegelte Joyon – auf der 2007 vom Stapel gelaufenen Idec 2 – 2008 erneut allein die Welt und verringerte die Bestzeit für Einhandsegler auf unter 58 Tage.
2016/2017 umrundete Joyon auf der Idec mit einer fünfköpfigen Crew die Welt in 40 Tagen, 23 Stunden und 30 Minuten. Damit unterbot er den seit 2012 gültigen Rekord von Loïck Peyron um fast fünf Tage und gewann damit die Jules Verne Trophy für die schnellste Weltumsegelung von und bis zu einer gedachten Linie zwischen Ouessant und The Lizard.

## Boote
Seit mehreren Jahren segelt Joyon seine Rekorde vor allem auf Booten namens Idec bzw. IDEC, benannt nach seinem Sponsor, dem japanischen Unternehmen IDEC:
- Idec (1) (ex-Poulain, ex-Un autre regard, ex-Charal, ex-Lyonnaise des eaux-Dumez, ex-Sport-Elec): 1985 gebaut, ursprünglich 75 Fuß (22,7 Meter) langer Trimaran Poulain, mit dem Olivier de Kersausan unter seinen verschiedenen Namen Regatten und Rekordfahrten unternimmt; diverse Umbauten über die Jahre; 2003–2005 unter Joyon als 90 Fuß (27,4 Meter) lange Idec; am 7. Juli 2005 an der Pointe de Penmarc'h zerstört
- Idec 2: 2007 gebaut für Joyon; 2015 verkauft an den chinesischen Segler Guo Chuan und in Qingdao China umbenannt, auf einem Rekordversuch über den Pazifik verscholl Guo am 25. Oktober 2016, die Qingdao China wird nach zwei Tagen führerlos aufgefunden, aber zunächst treiben gelassen und schließlich am 21. November nach Honolulu gebracht[4]
- Idec Sport (ex-Groupama 3 unter Franck Cammas, ex-Banque Populaire VII, ex-Lending Club 2, ex-IDEC 3): Stapellauf 2006; im September 2015 für Joyon an das Idec-Sport-Team übergeben

## Leistungen

### Regattaerfolge
- 2010:
  - 1. Platz beim Round the Island Race (Klasse der Mehrrumpfboote – Grand Prix) auf Idec (Mannschaft: Christophe Houdet, Rodney Pattison, Bertrand Cudenec et Roger Gianovelli)
  - 2. Platz bei der Route du Rhum auf Idec
- 2009: 1. Platz beim Freedom Challenge Bowl des Round the Island Race auf Idec[5]
- 2004: 1. Platz beim Round the Island Race (Klasse der Mehrrumpfboote – Grand Prix) auf Idec
- 2003: 1. Platz beim Round the Island Race (Klasse der Mehrrumpfboote – Grand Prix) auf Idec Eure-et-Loir
- 2001:
  - 1. Platz beim 76. Fastnet-Rennen auf Eure-et-Loir[5]
  - 1. Platz beim Freedom Challenge Bowl des Round the Island Race um die Isle of Wight auf Dexia Eure-et-Loir (Rekord der Inselumrundung: 3 Std 8 Min 29 Sek)
- 2000: 1. Platz beim OSTAR (Transat Europe 1 Newman Star) auf Eure-et-Loir (Regattarekord: 9 Tage 23 Std 21 Min)[5]
- 1998
  - 6. Platz bei der Route du Rhum[5]
  - 2. Platz bei der Route des Phares[5]
- 1997
  - 4. Platz bei der Transat Jacques Vabre[5]
  - 2. Platz beim Grand Prix du Port de Fécamp[5]
  - 4. Platz bei der Course de l'Europe[5]
- 1996:
  - 5. Platz bei der ORMA-Meisterschaft[5]
  - 2. Platz bei der Transat Québec-Saint-Malo[5]
- 1995:
  - 3. Platz bei der Open UAP auf Banque Populaire[5]
  - 2. Platz bei der Transat Jacques Vabre auf Banque Populaire[5]
- 1993:
  - 3. Platz bei der Open UAP auf BPO[5]
  - 3. Platz bei der Transat Jacques Vabre[5]
- 1992: 3. Platz bei der Transat Jacques Vabre auf BPO[5]
- 1991: 5. Platz bei der Open UAP auf BPO[5]
- 1990: 10. Platz bei der Route du Rhum auf BPO[5]
- 1988: 3. Platz bei der Route de la découverte auf J.B. Express[5]

### Geschwindigkeitsrekorde
- 12. Juli 2017: Nordatlantiküberquerung einhand in West-Ost-Richtung (New York/Ambrose Lighthouse – Lizard Point):

5 Tage, 2 Stunden, 7 Minuten
- 2016/2017:
  - Jules-Verne-Trophäe für die schnellste Weltumsegelung in 40 Tagen, 23 Stunden 30 Minuten und 30 Sekunden.[7][8]
- 2009:
  - L'Odyssée des épices (frz. für „Odyssee der Gewürze“, benannt nach dem Gewürzhandel zur Zeit der französischen Kolonien in Asien) zwischen der französischen Insel Groix und Mauritius: 26 Tage 4 Std 13 Min 29 Sek (erste Referenzzeit überhaupt)[5]
- 2008:
  - Weltumsegelung einhand: 57 Tage 13 Std 34 Min 6 Sek[5]
  - Nordatlantiküberquerung einhand in Ost-West-Richtung (Ruta del Descubrimiento: von Cádiz/Spanien nach San Salvador/Dominikanische Republik): 9 Tage 20 Std 35 Min 3 Sek[5]
- 2007:
  - Ärmelkanalüberquerung einhand: 6 Std 23 Min 36 Sek[5]
  - Einhand versegelte Strecke in 24 Stunden (Etmal):[9] 616,07 Seemeilen[5] (nicht vom WSSRC anerkannt; unterboten am 6. Januar 2008 durch Thomas Coville während dessen Weltumsegelungs-Versuch auf Sodebo: 619,30 Seemeilen, d. h. durchschnittlich 25,80 Knoten)[10]
  - Brest-Äquator[11] – einhand aufgestellt, brach aber zugleich den bisherigen Mannschaftsrekord: 6 Tage 16 Std 58 Min
  - Kap der Guten Hoffnung-Kap Leeuwin[12] einhand aufgestellt, brach aber zugleich den bisherigen Mannschaftsrekord: 7 Tage 8 Std 12 Min
  - Einhandüberquerung des Indischen Ozeans: 9 Tage 12 Std 3 Min
  - Einhandstrecke Brest-Kap der Guten Hoffnung: 15 Tage 7 Std 16 Min[13] (insgesamt, einschließlich Mannschaftsbooten, zweitbeste Zeit für Brest-Kap der Guten Hoffnung nach Bruno Peyron mit Orange 2, 2004: 14 Tage, 5 Std 21 Min)
  - Einhandüberquerung des Pazifischen Ozeans: 10 Tage 14 Std 25 Min
- 2005:
  - Einhand versegelte Strecke in 24 Stunden (Etmal): 542,7 Seemeilen[5] (2008 von Joyon selbst verbessert, 2008 von Thomas Coville unterboten)
  - Nordatlantiküberquerung einhand (New York – Lizard Point): 6 Tage 4 Std 1 Min 37 Sek[5] (2008 von Thomas Coville unterboten: 5 Tage 19 Std 29 Min 20 Sek)
- 2004:
  - Weltumsegelung einhand (erstmals in einem Mehrrumpfboot): 72 Tage 22 Std 54 Min 22 Sek[5] (2005 von Ellen MacArthur unterboten und 2008 von Joyon selbst verbessert)
  - Nordatlantiküberquerung einhand in Ost-West-Richtung (Ruta del Descubrimiento: von Cádiz/Spanien nach San Salvador/Dominikanische Republik): 11 Tage 3 Std 17 Min 20 Sek[5] (2005 von Thomas Coville unterboten, 2008 von Joyon zurückerobert)
- 2003: Umrundung von der englischen Isle of Wight: 3 Std 10 Min 11 Sek[5] (inzwischen unterboten)

## Ehrungen
- 2008 wurde Joyon vom französischen Seglerverband, der Fédération française de voile, zum Segler des Jahres (marin de l'année) ernannt.[14]
- 2024 Inductee Cape Horn Hall of Fame